# Zona Euromediterránea de Libre Comercio
La Zona Euromediterránea de Libre Comercio es un proyecto de creación de una zona de libre comercio en la cuenca del mar Mediterráneo. Se basa en el Proceso de Barcelona y la Política Europea de Vecindad.
En junio de 2011 se firmó un Convenio regional sobre normas de origen preferenciales paneuromediterráneas para permitir normas de origen idénticas en toda la región. El Convenio abarca la Unión Europea, la EFTA, las uniones aduaneras de la UE con terceros Estados (Turquía, Andorra, San Marino), los Estados candidatos a adherirse a la UE, los socios del Proceso de Barcelona y, posiblemente en una fase posterior, todos los socios de la Política Europea de Vecindad. El Convenio entró en vigor en mayo de 2012 y es el último paso dado hasta ahora en el marco del Proceso de Barcelona.

## Historia
El Acuerdo de Agadir de 2004 (acuerdo de libre comercio entre Jordania, Túnez, Marruecos y Egipto) se consideró su primer elemento constitutivo. Se previeron otros pasos en los planes de acción de la Política Europea de Vecindad negociados entre la Unión Europea y los Estados socios de la ribera sur del Mediterráneo, en su mayoría con Estados miembros de la Liga Árabe.
El objetivo inicial era crear una matriz de acuerdos de libre comercio entre cada uno de los socios y los demás. Después se pretendía formar una zona única de libre comercio que incluyera a la Unión Europea.

## Miembros
- Unión Europea
- Turquía (mantiene una unión aduanera con la UE)
- Marruecos (miembro de la Liga Árabe y de la Unión del Magreb Árabe)
- Argelia (miembro de la Liga Árabe y de la Unión del Magreb Árabe)
- Túnez (miembro de la Liga Árabe y de la Unión del Magreb Árabe)
- Egipto (miembro de la Liga Árabe)
- Jordania (miembro de la Liga Árabe)
- Líbano (miembro de la Liga Árabe)
- Israel
- Palestina (miembro de la Liga Árabe)

## Miembros potenciales
- Siria (miembro de la Liga Árabe)
- Líbano (miembro de la Liga Árabe)
- Consejo de Cooperación del Golfo
- Irak (miembro de la Liga Árabe)
- Mauritania (miembro de la Liga Árabe)
- Reino Unido (antiguo miembro de la UE)